# US 3
US 3 (U.S. Route 3) — скоростная автомагистраль, проходящая по востоку США, протяжённостью 446 километров. Проходит по территории штатов Нью-Гэмпшир (388,55 км) и Массачусетс (57,14 км). Проходит через города Бостон, Кембридж, Манчестер и пр.
Маршрут соединяет южный конец магистрали US 3, расположенную в Кембридже и продолжается на юг до Кейп-Кода. Хотя Route 3 имеет тот же номер, она никогда не была частью US 3. Оба маршрута, которые соединены конец-в-конец, рассматриваются как единая государственная автомагистраль протяженностью 146,9 км (91,3 мили). Из Бостона в Берлингтон, US 3 пролегает по наземным дорогам через густые пригороды в Большой Бостонской области. После краткого промежутка, где дорога идет параллельно массачусетскому маршруту 128, Route 3 следует за собственной автострадой на северо-западе, в обходе Лоуэлл и входит в Нью-Гемпшир в Нашуа.
В Нью-Гэмпшире, автомагистраль US 3 известна как шоссе Даниела Уэбстера. От Берлингтона (Массачусетс) до Нашуа (Нью-Гэмпшир) US 3 — автострада. Сегмент в Нью-Гэмпшире представляет собой свободную часть Everett TurnPike Everett, в то время как часть в Массачусетсе известна как Северо-Западная скоростная дорога. Маршрут служит крупной местной транспортной артерией, соединяющей множество городов густонаселенной долины реки Мерримак. К северу от Уайт-Маунтинс маршрут служит одним из немногих, что соединяют общины Большого северного леса, а также нового пересечения границы Hampshire, между США и Канадой.

## История

### Массачусетс
US 3 в штате Массачусетс точно следует маршруту начала XIX века канала Middlesex и Middlesex Turnpike.
Современная северо-западная скоростная дорога была начата недалеко от маршрута 110 в Лоуэлл до Второй мировой войны. В 1950 году он был продлен на юг к шоссе 128 (позже перекрывается I-95), а к 1960-м годам, он был завершен к северу от Челмсфорд в Нью-Гемпшир.
К 2005 году, хронически перегруженная четырёхполосная дорога, в основном с устарелыми пандусами вокруг Лоуэлла, была расширена до шести полос движения (как это было сдлано в Нашуа, несколькими годами ранее) с пробивной полосой на левые и правых сторонах. Из дороги, и многие взаимозависимы были модернизированы в том, что было комично известно как «Большой широкий», в отношении других «больших» строительных конструкций Массачусетса (большая копачка). Передовая и мосты были построены для поддержки четвертой полосы движения в каждом направлении путешествия для будущего расширения. Проект расширения стоил 365 миллионов долларов США, трасса 21 мили (34 км) была завершена в 2005 году из Берлингтона до границы с Нью-Гэмпширом.